# Karlštejn vára
Karlštejn (németül: Karlstein) Csehország egyik leglátványosabb, teljesen épen maradt gótikus vára, a középkori Cseh Királyság egyik jelképe. Prágától mintegy 50 km-rel délnyugatra épült, a Berouni járásban, a hasonnevű falu fölé emelkedő 320 m magas mészkősziklán.

## Története

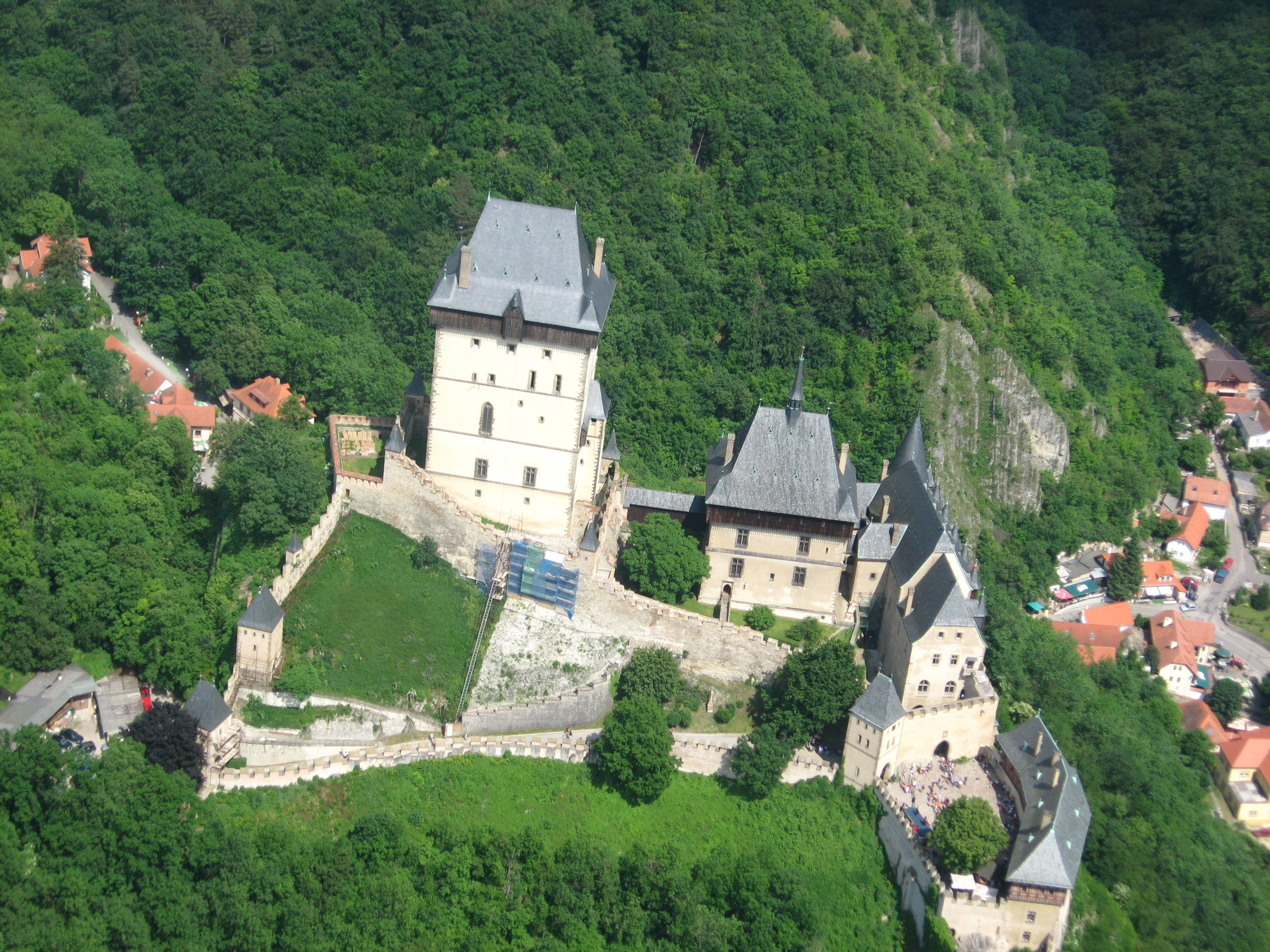
Karlštejn a levegőből

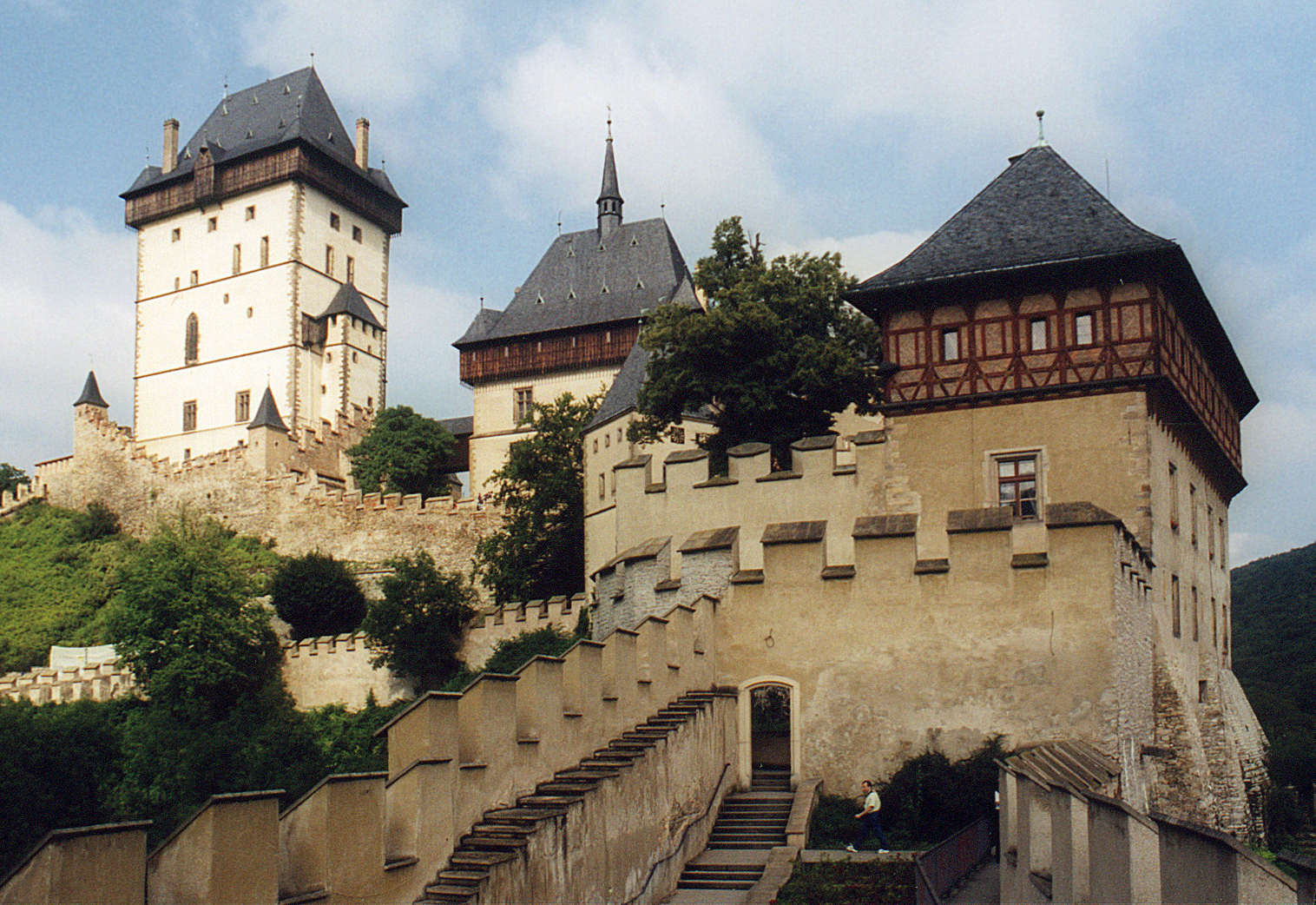
A belső vár

A várat 1348–1355 között építtette IV. Károly német-római császár (I. Károly néven cseh király) eredetileg pihenőhelyül. A hosszú építkezés közben azonban módosította rendeltetését: végül a császári és a cseh királyi koronát és a koronázási ékszereket, valamint szentek ereklyéit őriztette itt. IV. Károly alatt főként reprezentatív székhely volt — nagy előnyének számított, hogy mindössze egy napi lovaglásnyira feküdt fővárosától, az európai politikai elit találkozó helyének számító Prágától.
A Szent Kereszt-kápolnát 1357 tavaszán szentelték fel.
Azt, hogy jól védhető is, a huszita háborúkban igazolta, amikor 1422-ben hiába ostromolták a prágaiak.
A 15. század végén késő gótikus stílusban változtatásokat hajtottak végre rajta; körvonalait a templomtorony átépítése módosította. II. Rudolf császár 1578 és 1597 között reneszánsz stílusban átépíttette. 1625-ben II. Ferdinánd megszüntette kiváltságos státuszát; a várat és a hozzá tartozó uradalmat a cseh királynők hozománybirtokává tette. Mária Terézia a várat a Nemeskisasszonyok Intézetének adományozta — az intézet itt rendezte be az uradalom gazdasági és igazgató központját.
Karlštejn történelmi jelentőségét a 18. század végén kezdték el értékelni. Az 1887-ben, Josef Mocker építész felügyelete alatt kezdett átépítéssel igyekeztek visszaadni a vár purista gótikus stílusát: egyes épületeket lebontottak, másokat újonnan emeltek — a vár ekkor nyerte el mai alakját. 1910 óta látogatható.

## A vár
A három szinten elterülő vár külső formája lenyűgöző.
A legalsó szint volt a „halandók szintje” itt lakott a császár, felesége és kíséretük.
A megtisztulást jelképező második szinten emelték a Szűz Mária-templomot, amit keskeny folyosó kötött össze IV. Károly magánkápolnájával, az uralkodó oltalmazójának szentelt Szent Katalin-kápolnával.
A legmagasabbra a szögletes torony nyúlik, aminek falvastagsága helyenként eléri a 7 métert. Ennek legfelső emeletén rendezték be a vár legszentebb szakrális helyiségét, az „égi Jeruzsálemet” megjelenítő Szent Kereszt-kápolnát. A kápolna falait aranyfüst borítja, boltíveit kereszt alakban kirakott féldrágakövek díszítik. A boltozat a csillagos égboltot ábrázolja a Holddal, a Nappal és az akkoriban ismert öt bolygóval. A falakon eredeti táblaképek függenek — Olaszországon kívül sehol másutt nem maradt fenn ekkora, 14. századi festményegyüttes. A százhuszonkilenc kép túlnyomó része Theodorik mester műve — szentek, szent pápák és püspökök, szent uralkodók és egyházi tanítók idealizált vagy hozzávetőleges képmásait örökítik meg. Az oltár fölötti, aranyozott ráccsal lezárt fülkében őrizték a birodalmi koronázási ékszereket és az ereklyéket.

## A látogatás rendje
A vár előzetes megrendelés alapján helyi idegenvezetővel tekinthető meg.
Nyitva hétfő kivételével:
- január  9.00-15.00
- február zárva
- március 9.00-15.00
- április 9.00-16.00
- május   9.00-17.00
- június  9.00-17.00
- július  9.00-18.00
- augusztus  9.00-18.00
- szeptember 9.00-17.00
- október    9.00-16.00
- november   9.00-15.00
- december   9.00-15.00

## A környék egyéb látnivalói
A dombvidéken alakították ki a Cseh Karszt Természeti Rezervátumot, aminek fő nevezetességei a Koněprusyi barlangok. A barlangrendszer egy része látogatható.